# Vukovar se vraća kući (1994.)
Vukovar se vraća kući, hrvatski dugometražni film iz 1994. godine.

## Radnja
Film tematizira velikosrpsku agresiju na Hrvatsku, odnosno prati sudbinu dijela 
hrvatskih izbjeglica i prognanika koje su velikosrpski osvajači protjerali iz Vukovara nakon što su ga velikosrbi okupirali nakon višemjesečne opsade. Prognane hrvatske izbjeglice iz Vukovara sklonjene su na sporedni željeznički, ali i životni kolosijek, stanice Sokolovci. Samu izoliranost stanovnika toga vlaka dodatno pojačava i njihovo nesnalaženje u okruženju i želja za povratkom u Vukovar.
Gotovo dokumentaristički život prognanika. Prognani Vukovarci žive u groznim uvjetima i vagonima. Svakodnevno žive nadu u povratak. Radnja je usredotočena na tročlanu obitelj na čijem je čelu otac Vinko, ratni invalid koji se ne uspijeva snaći u novoj zbilji.